# Kecamatan Panjang (distrikt i Indonesien, lat -5,46, long 105,32)
Kecamatan Panjang är ett distrikt i Indonesien.   Det ligger i provinsen Lampung, i den västra delen av landet, 190 km väster om huvudstaden Jakarta.